# فؤاد مصطفی سلطانی
فؤاد مصطفی سلطانی (زادهٔ ۱۳۲۷، روستای المانه شهرستان مریوان – درگذشتهٔ ۹ شهریور ۱۳۵۸، جادهٔ مریوان-بانه، نزدیکی روستای بسطام)، فعال سیاسی کُرد و رهبر و یکی از بنیان‌گذاران حزب کومله بود. وی در تاریخ ۹ شهریور ۱۳۵۸ در درگیری مسلحانه با نیروهای مسلح جمهوری اسلامی ایران کشته شد. از جمله فعالیت‌های مصطفی سلطانی می‌توان به فعالیت برای برپایی شوراها، تشکیل اتحادیه‌های دهقانی و تشکیل اولین دسته‌های پیشمرگه کومله سازمان انقلابی کردستان اشاره کرد.

## کودکی و نوجوانی
فؤاد مصطفی سلطانی فرزند محمدرشیدبیگ، اهل روستای المانه از توابع مریوان بود که در سال ۱۳۲۷ در همین روستا به دنیا آمد. دوران کودکی را در آن‌جا سپری کرد و تا کلاس چهارم در آن‌جا به مدرسه رفت. پس از آن به همراه سایر برادرانش به سنندج رفت. سال پنجم ابتدایی را در مدرسه‌ای در محلهٔ قطارچیان شروع کرد. تا سال آخر دبیرستان یکی از شاگردان ممتاز سنندج بود. سال‌های تحصیلی هفتم، هشتم و نهم را در دبیرستان رازی تحصیل کرد و سپس برای تحصیل در رشتهٔ ریاضی، به دبیرستان هدایت رفت و کلاس‌های دهم، یازدهم و دوازدهم را با کسب مقام اول تمام کرد. در کلاس یازدهم به عنوان شاگرد نمونه سنندج، برای سفر به اردوگاه رامسر انتخاب شد و مدتی را در رامسر گذراند و با محصلان سایر نقاط ایران آشنا شد.

## تحصیلات
فؤاد مصطفی سلطانی در سال ۱۳۴۶ وارد دانشگاه صنعتی شریف (آریامهر سابق) شده و در رشته مهندسی برق _ الکترونیک تحصیل کرد و سال ۱۳۵۰ مدرک لیسانس خود را دریافت کرد. وی پس از فارغ‌التحصیلی به زادگاهش مریوان بازگشت.

## فعالیت‌های اجرایی و اداری
فؤاد مصطفی سلطانی ابتدا در انستیتوی تکنولوژی سنندج به عنوان دبیر فنی کار را شروع کرد و بعد از مدتی به عنوان مدیر عامل برق در بروجرد و مریوان انتخاب شد.

## فعالیت‌های سیاسی و زندان
فؤاد مصطفی سلطانی به همراه تعدادی از دوستان چپ‌گرای خود از جمله محمدحسین کریمی و دوستان دوران ابتدایی خود در سنندج، در پائیز سال ۱۳۴۸ تشکلی را به وجود آوردند که بعدها حزب کومله نام گرفت؛ و در همین رابطه در سال ۱۳۵۳ توسط ساواک و زیر نظر کمیته مشترک ضدخرابکاری دستگیر شد. او در سال پایانی زندان بنا به درخواست خود به زندان سنندج منتقل و در راستای اعتراضات سال ۱۳۵۷ به مدت ۲۴ روز اعلام اعتصاب غذا کرد و سرانجام در مهرماه ۱۳۵۷ از زندان آزاد شد.
در پی آزادی از زندان، او به تشکیل تشکل‌های مدنی و سازمان‌های صنفی پرداخت و بزرگ‌ترین اتحادیهٔ دهقانان کردستان را تشکیل داد و به تدریج به رهبری محبوب و مردمی تبدیل شد. در پی درگیری‌های خونین نوروز ۱۳۵۸ در کردستان، وی در مذاکراتی طولانی که با هیئت دولت مرکزی داشت، نقش مهمی در پایان جنگ و بازگشت نسبی آرامش به کردستان ایفا کرد.
سلطانی در پی ماجرای پاوه و صدور فتوای روح‌الله خمینی، نخست به سازماندهی حرکت تاریخی مردم مریوان برای تخلیهٔ کامل شهر به نشانهٔ اعتراض به جنگ پرداخت که از بزرگ‌ترین نمونه‌های اعتراض مدنی در ایران محسوب می‌شود. وی در نهایت، پس از قطعی شدن جنگ، فرماندهی بخشی از جبهه‌های کردستان را بر عهده گرفت.

## درگذشت
به فتوای آیت الله خمینی مبنی بر جهاد در کردستان، اوضاع کردستان به سمت جنگ کشیده شد، کردستان محاصره گردید و تعداد از نیروهای پیشمرگه در شهرها و روستاهای کردستان در درگیری کشته شدند. آن هنگام فؤاد مصطفی سلطانی که به‌عنوان مسئول حزب کومله در بانه فعالیت می‌کرد به همراه سایر رهبران کومله با جلال طالبانی، عبدالرحمان قاسملو، شیخ عزالدین حسینی، شیخ جلال حسینی، مسئولان سازمان پیکار و مسئولان سازمان چریک‌های فدایی خلق ایران وارد گفتگو شد و در این راستا فعالیت‌هایی را آغاز کرد. او در مسیر بازگشت از مریوان به بانه همراه نمایندهٔ سازمان چریک‌های فدایی خلق ایران طهمورث اکبری در روز ۹ شهریور ۱۳۵۸، نزدیک روستای بسطام کشته شدند.
پیکر فؤاد مصطفی سلطانی در زادگاهش روستای المانه مزار تاله سوار در کنار برادرانش حسین مصطفی سلطانی و امین مصطفی سلطانی به‌خاک سپرده شد.